# سيرجيو غاما دوفور
سيرجيو غاما دوفور (بالإسبانية: Sergio Gama Dufour)‏ هو سياسي مكسيكي، ولد في 27 يونيو 1966 في المكسيك. حزبياً، نشط في حزب العمل الوطني. وقد انتخب عضو مجلس النواب المكسيك.